# 巴尔德丰特斯德桑古辛
巴尔德丰特斯德桑古辛，是西班牙卡斯蒂利亚-莱昂萨拉曼卡省的一个市镇。 总面积35平方公里，总人口309人（2001年），人口密度9人/平方公里。